# 岐舌人
岐舌人（きぜつじん）は中国に伝わる伝説上の人種である。支舌、反舌とも。古代中国では南方に位置する国に棲んでいたとされる。

## 概説
古代中国の地理書『山海経』の海外南経によると、岐舌国は不死国の東、三首国の西にあり、岐舌人は人間の姿をしているが、舌がふたつに分かれているという。
また、岐舌人の舌はいつもに内側にそり返っているともいわれており、その舌の形状を保ったまま非常に変わった発音をする。そのため、他の国の人々は理解するのが困難だとされる。

## 岐舌人の登場する作品
『鏡花縁』
岐舌国が旅の途中に舞台として登場する。岐舌人たちの発音・音韻・言葉はこれを知らないものには非常に難解なものであるとされているが、これを皆伝されるとどのような国の言語でも簡単に理解することが出来ると設定されている。ただし、その音韻などについては岐舌人たちの間では国外不出の秘密であると掟に決められており、知識を他国の人間にもらしたものは処罰されてしまうとされている。